# Partenavia Mosquito
El Partenavia P.86 Mosquito fue un avión de entrenamiento civil biplaza que voló por primera vez en Italia el 27 de abril de 1986.

## Diseño y desarrollo
Era un monoplano de ala alta con estructura de cápsula y botalón, tren de aterrizaje triciclo y cola doble, que acomodaba al estudiante y al instructor en asientos lado a lado.
En 1988, Partenavia creó la empresa Aviolight como empresa conjunta con otros dos socios para producir el avión, con una serie inicial de 100 aviones propulsados por un motor Limbach L2000 de 56 kW (75 hp), con modificaciones para permitir la certificación. No resultó nada de ello y el prototipo fue el único ejemplar producido. La propia Partenavia se declaró en quiebra el mismo año.

## Especificaciones

### Características generales
- Tripulación: Dos (instructor y alumno)
- Longitud: 6,5 m (21,5 ft)
- Envergadura: 10 m (32,8 ft)
- Altura: 2,9 m (9,4 ft)
- Peso cargado: 540 kg (1190,2 lb)
- Planta motriz: 1× motor bóxer de 4 cilindros refrigerado por aire KFM 112M[2].
  - Potencia: 46 kW (63 HP; 63 CV)
- Hélices: Bipala

### Rendimiento
- Velocidad máxima operativa (Vno): 175 km/h (109 MPH; 94 kt)
- Alcance: 655 km (354 nmi; 407 mi)
- Techo de vuelo: 4000 m (13 123 ft)

## Aeronaves relacionadas

### Aeronaves similares
- Robin ATL
- ARV Super2

### Secuencias de designación
- Secuencia P._ (interna de Partenavia): ← P.66 - P.68 - P.70 - P.86